# Chrześcijańskie Centrum Informacyjne w Jerozolimie
Chrześcijańskie Centrum Informacyjne w Jerozolimie (CIC) – instytucja sponsorowana przez franciszkańską Kustodię Ziemi Świętej z siedzibą w Jerozolimie, zajmująca się zbieraniem i udostępnianiem informacji dotyczących wspólnot chrześcijańskich istniejących w Ziemi Świętej.
Siedzibą Centrum jest budynek znajdujący się vis à vis Cytadeli Dawida, w pobliżu Bramy Jafskiej w dzielnicy chrześcijańskiej Starego Miasta.
Centrum zajmuje się gromadzeniem informacji o chrześcijańskich wspólnotach i udostępnianiem ich naukowcom, przedstawicielom mediów, przybywającym do Jerozolimy turystom i pielgrzymom. W Centrum organizowane są spotkania ekumeniczne, działa biblioteka, wydawane jest czasopismo Associated Christian Press Bulletin. Przy Centrum działa również Franciscan Pilgrims' Office, w którym biura turystyczne rezerwują czas przeznaczony na msze św. we wszystkich istniejących na terenie Izraela i Autonomii Palestyńskiej sanktuariach. Franciscan Pilgrims' Office wydaje również certyfikaty pielgrzyma, oficjalne świadectwo odbycia pielgrzymki do Ziemi Świętej.
Centrum stale współpracuje z Franciscan Printing Press.